# پرونده «تمام شد»
پروندهٔ تمام شد (به انگلیسی: Tamam Shud Case) که به نام معمای مرد سامرتنی (انگلیسی: Mystery of the Somerton Man) نیز شناخته می‌شود، پرونده‌ای در مورد مردی به نام کارل چارلز وب است؛ که در ساعت ۶:۳۰ صبح ۱ دسامبر ۱۹۴۸ در ساحل سامرتن (آدلاید، استرالیای جنوبی) به حالتِ مرده پیدا شد.
این پرونده تا سال‌ها حل نشده بود ولی سرانجام پس از ۷۰ سال در ژوئیه ۲۰۲۲ توسط درک ابوت و کولین فیتزپاتریک حل شد.
نام پرونده از روی عبارت «تمام شد» بر روی تکه کاغذی از صفحه آخر رباعیات خیام که در جیب مخفی شلوار مقتول یافت شده بود، گرفته شده است. پرونده به عنوان یکی از مشکل‌ترین معماهای استرالیا مطرح شده است و موضوع بسیاری از جستجوهای مشتاقانه راجع به هویت قربانی و اتفاقاتی که منجر به مرگ او شد، بوده است. در حالی که این پرونده بیشترین رسیدگی را در استرالیا به خود جلب کرده بود، جنبه بین‌المللی نیز پیدا کرد چرا که پلیس به‌طور گسترده موضوع را در جهت یافتن هویت مقتول اشاعه داد و با دولت‌های دیگر برای دنبال کردن سرنخ، مشورت‌کرد.
علاقه عمومی نسبت به این پرونده به خاطر چند عامل، قابل توجه است:
1. رخ دادن واقعه در زمان اوج تنش‌ها در طول جنگ سرد،
2. استفاده از سمی غیرقابل شناسایی،
3. هویت ناشناخته،
4. دخیل بودن احتمالی یک عشق یک‌طرفه.

## قربانی
جسد در ساعت ۶:۳۰ صبح در ۱ دسامبر ۱۹۴۸ در ساحل سامرتن (آدلاید، استرالیای جنوبی) پیدا شد. به پلیس زنگ زده شد و هنگامی که آن‌ها رسیدند، جسد روی شن‌ها بود، در حالی سر آن به موج گیر تکیه داده شده و پاهایش به شکل صلیب و درست رو به دریا قرار گرفته بود. پلیس نشانه تعرض نسبت به جسد پیدا نکرد و همچنین دریافت که دست چپ مرد به حالت راست و مستقیم بود در حالی دست راستش دولا شده بود.
یک سیگار روشن نشده پشت گوشش بود و یک سیگار نیمه کشیده شده هم در یقهٔ سمت راست کت او بود که بین گونه‌هایش و یقه کت (که سرش روی یقه و به زمین بود) نگه داشته می‌شد. در جستجوی جیب‌های مقتول یک بلیت اتوبوس استفاده شده از مرکز شهر به خیابان سنت لئونارد در گلنگ و یک بلیت قطار استفاده نشده از مرکز شهر به ساحل هنلی و یک شانه باریک آلومینیومی، بسته نیمه خالی آدامس «Juicy Fruit»، یک بسته سیگار مارک «Army Club» که سیگارهای داخل آن مارک «Kensitas» بود، یک جعبه کبریت مارک «Bryant & May» که یک چهارم آن پر بود، پیدا شد.
ایستگاه اتوبوسی که بلیت اتوبوس در آن استفاده شده بود در ۱۱۰۰ متری (۳۶۰۰ فوتی) شمال مکان جسد قرار داشت.
شاهدهایی که داوطلبانه اظهارات خود را ارائه داده بودند، گفتند که در غروب ۳۰ نوامبر، شخصی را که به حالت طاق‌باز خوابیده و شبیه مقتول بوده در همان نقطه و به همان حالت در نزدیکی «Crippled Children's Home»، جایی که بعدها جسد در آن پیدا شد، دیده‌اند. زن و شوهری که او را حدود ساعت ۱۹ دیده بودند اشاره کردند که او دست راستش را تا حد ممکن دراز کرده و سپس به آهستگی آن را به زمین انداخته. زوج دیگری که او را بین ساعت ۱۹:۳۰ و ۲۰ که در آن فاصله زمانی چراغ خیابان‌ها روشن شده بود، اظهار داشتند که در مدت نیم ساعتی که مرد در دید آن‌ها بوده است هیچ حرکتی از او مشاهده نشده در حالیکه احساس می‌کردند وضعیت مکانی مرد تغییر کرده است و با خودشان فکر کرده بوند که مرد می‌بایستی مرده باشد چون به حشرات دور و برش واکنش نشان نمی‌داد و بعد به این نتیجه رسیدند که احتمال این که مرد مست یا خواب باشد بیشتر است و به همین دلیل کنجکاوی بیشتری نکردند. شاهدان اذعان داشتند که هنگام مشاهده جسد توسط پلیس، در همان وضعیت بوده است.
به گفته «سر جان برتون کللند»، پروفسور بازنشسته و آسیب‌شناس از دانشگاه آدلاید، ظاهر مرد انگلیسی و سن او ۴۵ − ۴۰ و در بهترین وضعیت جسمانی بود. قد او ۱۸۰ سانتی‌متر (۵ فوت - ۱۱ اینچ)، رنگ چشم‌های او فندقی و رنگ موهایش تقریباً زنجبیلی بود که در اطراف شقیقه‌اش به نرمی به خاکستری می‌گرایید. شانه‌ها عریض، کمر باریک و دست‌ها و ناخن‌هایی که آثار کارگری در آن‌ها نبود، انگشت پاهای چاق و کوچک که کوه شکل به نظر می‌آمدند، مثل کسی که چکمه نوک تیز پوشیده باشد، عضله ساق پای قوی، مثل کسی که باله کار کرده باشد. این‌ها می‌توانند ویژگی‌های ژنتیکی باشند یا خصوصیات بسیاری از دوندگان فواصل متوسط و زیاد.
لباس‌هایش متناسب و با کیفیت بود و شامل یک پیراهن سفید، کراوات قرمز و آبی، شلوار قهوه‌ای، جوراب و کفش می‌شد و با این که آن روز هوا بسیار گرم بود، یک پلیور بافتنی قهوه‌ای و یک کت شیک اروپایی که در دو طرف دکمه دارد، به تن او بود. تمامی لباس‌هایش فاقد اتیکت و مارک و نوشته بود و کلاه نداشت (که برای سال ۱۹۴۸ غیرمعمول است، مخصوصاً برای کسی با آن طرز لباس پوشیدن) و همین‌طور کیف پول هم نداشت. صورت تمام تراشیده و بدون نشان یا داغی روی بدن (مثلاً برث مارک یا خالکوبی)، مرد مدرک شناسایی هویت نداشت که پلیس را به این فرض سوق داد که او خودکشی کرده است. دندان‌های او با اطلاعات مربوط به دندان هیچ شخص معلومی در استرالیا همخوانی نداشت.

## کالبدشکافی
طبق کالبدشکافی انجام شده، آسیب‌شناس، زمان مرگ را حدود ساعت ۲ بامداد روز ۱ دسامبر تخمین زد.
«اندازه قلب معمولی و خود قلب از هر جهت عادی بود، رگ‌های کوچک مغز که در حالت عادی به چشم نمی‌آیند، به دلیل تراکم، به آسانی قابل تشخیص بودند. گرفتگی گلو داشت و نای او با لایه‌های سفید و سطحی مخاط پوشیده شده بود و جای زخم در وسط آن دیده می‌شد. معده به شدت متراکم بود و همچنین در نیمه دوم روده اثنی عشر او تراکم دیده می‌شد. در معده خون مخلوط با غذا بود. هر دو کلیه متراکم شده بودند و رگ‌های کبد او حاوی مقدار زیادی خون اضافی بود. طحالش به‌طور قابل توجهی بزرگ بود، در واقع حدود سه برابر اندازه معمول.. مقاطع کوچک کبد او خراب شده بودند که این زیر میکروسکوپ معلوم شد. التهاب و خون‌ریزی بحرانی معده، تراکم شدید کبد و طحال و همچنین مغز»
کالبدشکافی نشان داد که آخرین وعده غذایی او «پَستی» (Pasty) بوده است که ۴–۳ ساعت قبل از مرگ او خورده شده بود اما آزمایش‌ها نتوانستند وجود ماده‌ای نامناسب را در بدن او نشان دهند.
دکتر دوایر، آسیب‌شناس، معتقد است: «من از این که مرگ، طبیعی نبوده کاملاً مطمئن شده‌ام … سمی که من (برای توجیه مرگ) در نظر داشتم، نمک اسید باربیتوریک یا یک خواب‌آور انحلال پذیر بود».
اگرچه مسمومیت به عنوان یک فرضیه مناسب در جای خود باقی ماند اما اعتقاد بر این بود که منبع سم، پستی نبوده است. علاوه بر آن، پزشک قانونی نتوانست به سرنخی برای تشخیص هویت مرد، علت مرگ یا این که این مرد همانی باشد که در غروب ۳۰ نوامبر در ساحل سامرتن دیده شده، دست یابد، زیرا هیچ‌کس صورت او را در آن زمان ندیده بود. از اسکاتلندیارد در مورد پرونده درخواست همکاری شد اما حاصلی اندک در پی داشت. رواج گستردهٔ عکس مرد و مشخصات اثر انگشتش هیچ شناسایی موفقی در پی نداشت. به دلیل شناسایی نشدن مرد، در روز ۱۰ دسامبر ۱۹۴۸، جسدش مومیایی شد؛ به گفته پلیس، این اولین باری بوده که لزوم انجام چنین کاری را احساس کرده‌اند.

## تعیین هویت

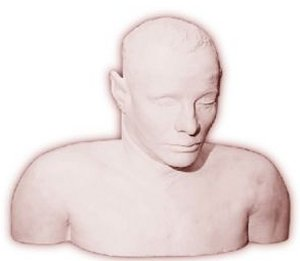
مجسمه گچی نیم تنه‌ای از مرد که پلیس در سال ۱۹۴۹ ساخت.

در روز ۳ دسامبر ۱۹۴۸ ای.سی. جانسون وارد ایستگاه پلیس شد تا بگوید که زنده است در نتیجه او نمی‌توانسته آن مرده باشد. در همان روز «The News» عکسی از مرد مرده در سرصفحه‌اش منتشر کرد که منجر به تماس‌های بیشتری از طرف مردم به پلیس برای ارائه اطلاعات دربارهٔ هویت احتمالی مرد مرده شد. در چهارم دسامبر، پلیس خبر داد که اثر انگشت این مرد در اطلاعات پلیس استرالیای جنوبی پیدا نشد؛ که در نتیجه آن‌ها مجبور شدند تا در وسعت بیشتری دربارهٔ وی به جستجو بپردازند. پنجم دسامبر «The Advertiser» گزارش داد که پلیس در حال کندوکاو اطلاعات نظامی برای یافتن مردی است که در روز ۱۳ نوامبر همراه با مردی شبیه به مرد مرده در هتل گلنگ در حال نوشیدن بوده است. در ملاقات آنان، ظاهراً مرد مرموز، یک کارت حقوق بازنشستگی ارتشی که نام «Solomonson» (سولومونسون) در آن مشاهده می‌شده را ارائه کرده است.
پلیس تعدادی را شناسایی کرد، از جمله مردی که دو نفر در اوایل ژانویه ۱۹۴۹، آن را متعلق به هیزم شکنی ۶۳ ساله به نام رابرت والش دانستند. نفر سومی هم به نام جیمز ماک، جسد را دید اما در ابتدا نتوانست آن را به جا بیاورد تا این که یک ساعت بعد با پلیس ارتباط برقرار کرد و اعلام داشت که او همان رابرت والش بوده. ماک اظهار کرد دلیل عدم شناسایی او در لحظه دیدنش تفاوت در رنگ مویش بوده است. والش جند ماه قبل آدلاید را به مقصد کویینزلند ترک گفته بود تا چند گوسفند بخرد اما آن طور که قرار بود، موقع کریسمس برنگشته یود. پلیس به دلیل پیر بودن والش، بعید می‌دانست که همان مرده باشد. با این حال پلیس اظهار کرد که جسد مطابق با مشخصات مردی است که قبلاً هیزم شکن بوده، با این که دست‌هایش نشان می‌داد حداقل ۱۸ ماه است که هیچ هیزمی نشکسته. هر گونه مطلبی که نشان می‌داد شناسایی موفقی انجام شده، تکذیب شد. وقتی خانم الیزابت تامپسون، یکی از افرادی که مرد را به عنوان والش شناسایی کرده بود، برای بار دوم جسد را دید، به دلیل فقدان جای زخمی به درازای پای، نتیجه گرفت که آن مرد والش نیست و اظهارش را مبنی بر شناسایی موفق مرد پس گرفت. در اوایل فوریه ۱۹۴۹، هشت شناسایی موفق درگر انجام شد، شامل دو نفر اهالی داروین که ادعا می‌کردند جسد متعلق به دوستشان است و بقیه که اظهار می‌داشتند او مهتری گمشده یا کارگر یک کشتی بخار بوده یا حتی مردی سوئدی!
کاراگاه‌های ایالت ویکتوریا از همان اول معتقد بودند که مرد، به دلیل وجود شباهت بین علامت‌های خشک‌شویی با آن‌هایی که فقط در تعدادی شرکت‌های خشک‌شویی در ملبورن استفاده می‌شوند، متعلق به ناحیه‌ای در ویکتوریا است. به دنبال انتشار عکس مرد در ویکتوریا، ۲۸ نفر اظهار کردند که او را می‌شناسند اما کارآگاهان ویکتوریا همهٔ آن‌ها را رد کردند و گفتند که تحقیقات جانبی نشان داده، ویکتوریایی بودن مرد غیر محتمل است. در نوامبر ۱۹۵۳، پلیس اعلام کرد که دویست و پنجاه و یکمین راه (یا نشانه) شناخت مرد را از عموم مردم که ادعای ملاقات یا شناخت مرد را داشتند دریافت کرده است اما گفتند تنها سرنخ با ارزش همان لباس‌های مرد بوده که می‌پوشیده است.

### اچ. سی رینولدز
در سال ۲۰۱۱، یک زن اهل آدلاید، در مورد یک کارت شناسایی متعلق به «اچ. سی رینولدز» که آن را در وسایل به جامانده از پدرش یافته بود، با «Maciej Henneberg» تماس گرفت. کارت که یک سند صادر شده از آمریکا برای یک ملوان (دریانورد یا پایین‌ترین درجه در یک ناو) در طول جنگ جهانی اول بود، در اکتبر ۲۰۱۱ به انسان‌شناس زیستی «Maciej Henneberg» داده شد تا عکس کارت را با مرد سامرتنی مقایسه کند. هنگامی که هنبرگ شباهت‌های آناتومی زیادی در بینی، لب‌ها و چشم‌ها یافت، معتقد بود که هیچ چیز مثل شباهتی که در گوش‌ها بود قابل استناد نیست. شکل گوش‌ها در هر دو مرد شباهتی «بسیار خوب (نزدیک)» داشتند. هنبرگ همچنین چیزی پیدا کرد که به آن «تعیین‌کننده هویت ویژه» می‌گفت یعنی یک خال گوشتی روی گونهٔ هر دو عکس، در مکان و شکلی مشابه.
«در مجموع با شباهت ویژگی‌ها گوش، این خال، در پرونده‌ای قانونی (دادگاهی)، به من این اجازه را می‌دهد تا اظهاری نادر مبنی بر شناسایی موفق هویت مرد سامرتنی را اعلام دارم.»
کارت شناسایی، به شماره ۵۸۷۵۷، در روز ۲۸ فوریه ۱۹۱۸ و در سن ۱۸ سالگی برای اچ. سی رینولدز که ملیت خود را انگلیسی اعلام کرده بود، از آمریکا صادر شده بود. در جستجوی اسناد ملی آمریکا و انگلیس و مؤسسه تحقیقات خاطرات و اسناد جنگی استرالیا، هیچ گونه اطلاعاتی راجع به اچ. سی رینولدز، پیدا نشد. شعبه مبارزه با جرایم بزرگ پلیس استرالیای جنوبی، که در آن جا پرونده به عنوان «در جریان» یاد شده، هر گونه اطلاعات جدیدی که به دست می‌آید را مورد تحقیق قرار خواهد داد.

## چمدان قهوه‌ای

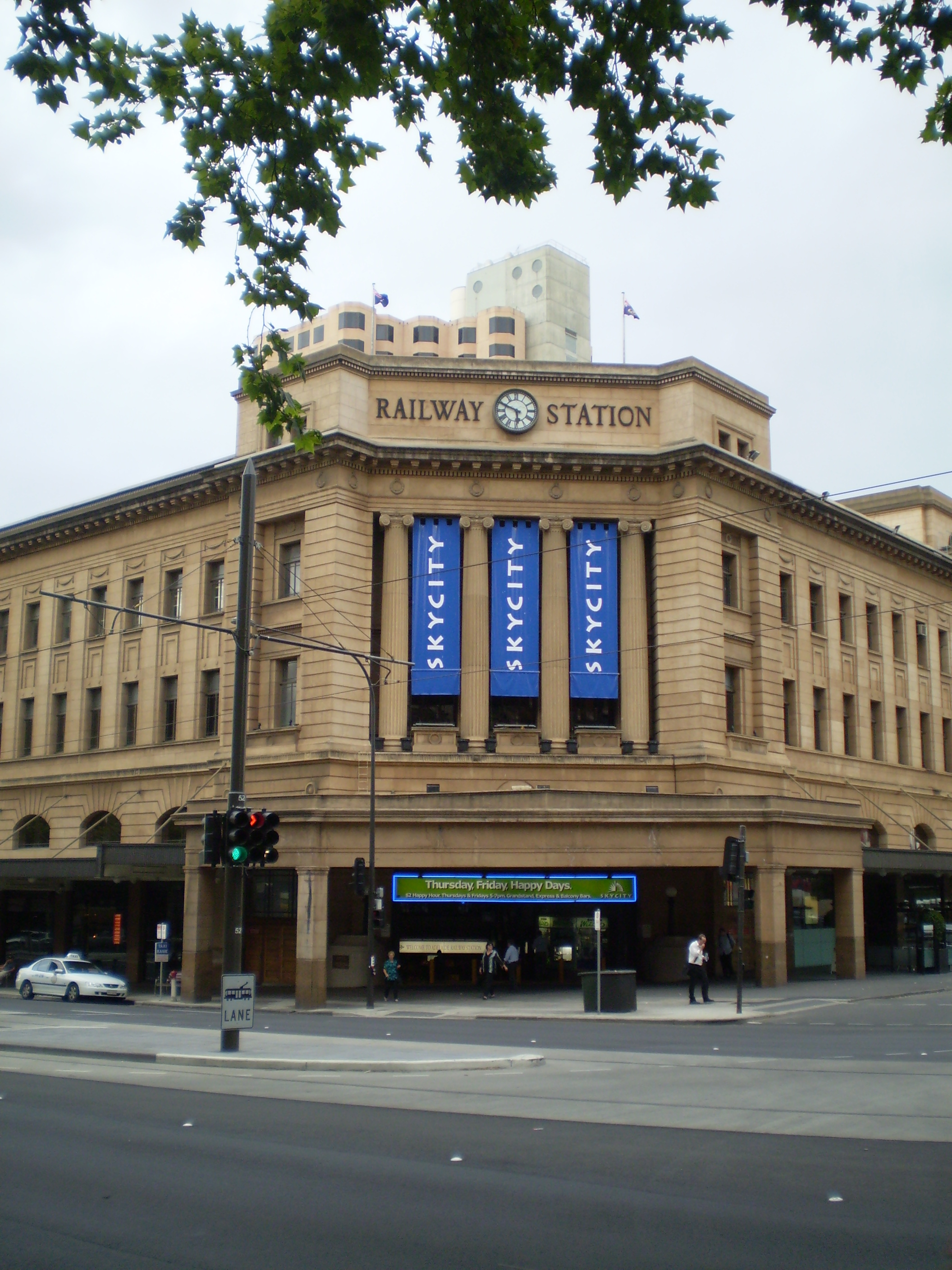
ایستگاه قطار آدلاید

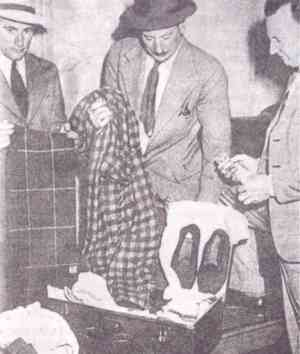
چمدان قهوه‌ای و وسایلش، از چپ به راست، کارآگاه دیو بارلت، لیونل لین و لن براون

تحولی جدید در پرونده در روز ۱۴ ژانویه ۱۹۴۹ رخ داد. هنگامی که کارکنان ایستگاه قطار آدلاید، چمدانی قهوه‌ای که برچسب نام و نشانش کنده شده بود را یافتند که به اتاق نگهداری وسایل مسافران بعد از ساعت ۱۱ صبح روز ۳۰ نوامبر ۱۹۴۸ راه یافته بود. در چمدان چیزهایی که پیدا شد عبارت بود از: یک لباس شب قرمز بررسی شده، یک جفت کفش راحتی قرمز نمدی سایز ۷، ۴ تا زیرشلواری، لباس خواب، وسایل اصلاح، یک شلوار قهوه‌ای روشن که در پاچه‌هایش شن بود، پیچ گوشتی مخصوص متخصص‌های برق، یک کارد غذاخوری که به قطعه‌های تیزی شکسته و تبدیل شده بود، یک قیچی با سرهای تیز شده و قلم موی استنسیل کردن، از همان نوعی که افسر سوم‌های کشتی‌های تجاری برای استنسیل کردن محموله به کار می‌برند.
همچنین یک کارت نمونه نخ از برند «Barbour» شامل نخ نارنجی مومی از «نوعی غیرعادی» که در استرالیا موجود نبود و مانند همانی بود که برای تعمیر و دوختن آستر جیب شلوار مرد که آن را می‌پوشید، به کار رفته بود. هر گونه نشانه شناسایی از روی لباس‌ها کنده شده بود اما پلیس نام «T. Keane» را روی کراوات و نام «Keane» را روی کیف لباس‌هایی که باید خشک‌شویی شوند و همچنین «Kean» را (بدون حرف e در آخر) روی زیرپوش مرد پیدا کرد که با سه شماره خشک‌شویی همراه بودند: ۱۱۷۲/۷ و ۴۳۹۳/۷ و ۳۰۵۳/۷.
پلیس معقتد بود که هر کسی که علائم لباس‌ها را کنده بوده، عمداً نام کین («Keane») را روی لباس‌ها باقی گذاشته و می‌دانسته که کین نام مرد نیست. این از زمانی مورد توجه قرار گرفت که معلوم شد نام «Kean» تنها علامتی بوده که نمی‌توانسته بدون آسیب رساندن به لباس جدا شود.
در ابتدا لباس‌ها رد پا را به سمت ملوان محلی، تام کین، نشانه رفته بودند. به دلیل این که کین پیدا نشد، برخی از هم کشتی‌هایش جسد را در سردخانه دیدند و صراحتاً اظهار داشتند که نه جسد و نه لباس‌هایش متعلق به ملوان گمشده نیست. تحقیقات مشخص کرد که هیچ «T. Keane» گمشده دیگری در کشورهای انگلیسی زبان وجود ندارد و همچنین رواج کشوری علائم خشک‌شویی بی‌ثمر بود. در حقیقت، تنها چیزی که از چمدان می‌شد فهمید این بود که چون کتی که داخل چمدان بود دارای پارچه اضافی جلویی و کوک‌های مورب بود، فقط می‌توانست در آمریکا ساخته شده باشد زیرا آن، تنها کشوری بود که ماشین آلات لازم برای ساختن چنین کوک‌هایی را داشت. کت وارداتی نبوده و این نشان می‌دهد که مرد یا در آمریکا بوده یا آن را از کسی با سایزی مشابه خریده که در آمریکا بوده. پلیس اطلاعات قطارهای ورودی را بررسی کرد و معتقد بود که مرد نیمه شب از ملبورن، سیدنی یا پورت اگوستا رسیده و بعد، قبل از این که به ایستگاه قطار، برای خرید بلیت ۱۰:۵۰ صبح به مقصد ساحل هتلی برگردد، در یکی از «City Bath» های پیرامون حمام و اصلاح کرده و به هر دلیلی قطار را از دست داده یا فراموش کرده و پس از برگشتن از حمام‌های شهری، قبل از گرفتن اتوبوس به سمت گلنگ، چمدانش را برای اتاق نگهداری وسایل مسافران در ایستگاه، ثبت کرده. درک آبوت، کسی که روی پرونده مطالعه داشته، معتقد است که مرد ممکن است بلیت را قبل از حمام کردن خریده باشد. امکانات عمومی خود ایستگاه قطار در آن روز بسته بود و فهمیدن این موضوع و مجبور شدن به رفتن به حمام‌های شهری مجاور، خود ۳۰ دقیقه زمان به آن چیزی که مرد انتظار داشته اضافه می‌کند و می‌تواند دلیل از دست دادن قطار به مقصد ساحل هنلی باشد و این که چرا او با اتوبوس در دسترس بعدی رفته است.

## تحقیقات پلیس
بررسی دقیق توسط یک پزشک قانونی، که به وسیله پزشک قانونی، توماس ارسکاین کللند، اندکی بعد از پیدا شدن جسد، رهبری می‌شد اما تا ۱۷ ژوئن ۱۹۴۹ به تعویق افتاد. آسیب‌شناس محقق، سر جان بورتن کللند، جسد را مورد بررسی مجدد قرار داد و به چیزهایی پی برد. او اشاره کرد که کفش‌های مرد به‌طور قابل توجهی تمیز بوده‌اند به گونه‌ای که گویا اخیراً واکس زده شده بودند. در واقع تمیزی آن، بیش از وضعیت کفش‌های مردی است که ظاهراً تمام روز را در حال پرسه زدن اطراف گلنگ بوده است. با توجه به عدم وجود اثری از استفراغ و تشنج، که دو شاخصهٔ اصلی سم هستند، او افزود که این مدرک سازگار با این فرض است که ممکن است مرد را بعد از مرگش به ساحل سامرتن آورده باشند. توماس کللند فکر می‌کرد چون هیچ‌یک از شاهدها نتوانسته بودند به‌طور موفقیت‌آمیز تشخیص دهند که آیا مردی که شب قبل از صبح روزی که جسد پیدا شد همانی است که دیده بودند، احتمال این که مرد جای دیگری مرده باشد و برای مدتی نگهداری شده باشد وجود داشت. او تأکید کرد که این تنها راه ممکن بود چرا که تمام شاهدها گفته‌اند جسدی که پیدا شده «قطعاً همان فرد» بوده که در مکان و وضعیتی مشخص و مشابه، قرار گرفته بود. او همچنین دریافت که مدرکی برای پی بردن به هویت مرده وجود نداشت.
سدریک سنتون هیکس، پروفسور فیزیولوژی و داروشناسی از دانشگاه آدلاید، تصدیق کرد که در گروهی از داروها، انواعی از یک دارو در آن گروه که او نامش را شماره یک گذاشته بود و دیگری یعنی شماره ۲، در یک دوز خوردنی نسبتاً کوچک، به شدت سمی بودند، به گونه که تشخیص آن حتی اگر در نمونه برداری اول به وجودش مشکوک می‌شدند، اگر غیرممکن نبود، بسیار دشوار بود. او به پزشک قانونی تکه کاغذی که نام آن دو دارو رویش نوشته شده بود را داد که نام‌ها به این قرار بود: «Exhibit C.18.». این نام‌ها تا دهه ۱۹۸۰ در معرض اطلاع عموم قرار نگرفتند چرا که در آن زمان «به راحتی قابل تهیه توسط یک فرد عادی» از یک داروساز بودند بدون نیاز به دادن هیچ دلیلی برای خرید آن. او اشاره کرد: تنها حقیقت مسلمی که در رابطه با جسد یافت نشده بود مدرکی دال بر استفراغ بود. او تصریح کرد که فقدان آن، نامشخص نبود، اما او نمی‌توانست بدون آن «نتیجه‌گیری قطعی» کند. هیکس اظهار داشت اگر مرگ ۷ ساعت بعد از مشاهده شدن آخرین حرکات از او مرده باشد به معنی دوز مصرفی بالا بود که همچنان غیرقابل اکتشاف بود. به این نکته توجه شد که آخرین حرکات مشاهده شده توسط شاهدها در ساعت ۱۹ می‌توانسته آخرین تشنج او که به مرگ منتهی شده، بوده باشد.
در پرس و جوهای اخیر کللند اظهار داشت: «من حاضر بودم تشخیص دهم که او از سم مرده و سم احتمالاً گلوکزید بوده و این که این تصادفی رخ نداده اما نمی‌توانستم بگویم آیا خودش این کار را کرده یا کس دیگری».
با وجود همه این اکتشافات او نتوانست علت مرگ مرد سامرتنی را تشخیص دهد.
عدم موفقیت در شناسایی هویت و علت مرگ مرد سامرتنی، نویسندگان معتبر را به این سمت سوق داد که به آن لقب «معمای بی نظیر» را بدهند و بر این باور باشند که علت مرگ هرگز شناخته نخواهد شد.
یک مقاله، پرونده را «یکی از مشکل‌ترین معماهای استرالیا» خواند و گفت: اگر مرد از سم، به طرزی نادر و مبهم کشته شده باشد به شکلی که توسط متخصصان سم‌شناسی قابل شناسایی نیست، پس حتماً دانش سطح بالای قاتل او را به چیزی فراتر از مسموم کردن‌های عادی هدایت کرده است.

## رباعیات عمر خیام

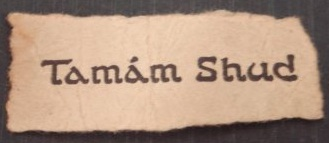
تکه کاغذی که در جیب مرد پیدا شد

در حدود زمان موشکافی پرونده، تکه کاغذی کوچک و لوله شده که کلمات «Tamam Shud» (تمام شد) روی آن چاپ شده بود در جیب مخصوص (مخفی) که در داخل جیب شلوار مرد دوخته شده بود پیدا شد. صاحب منصبان کتابخانهٔ عمومی اعلام کردند که، ترجمه متنی که مشخص شده بود، به معنای عبارت «ended» یا «finished» (تمام شده، پایان یافته) است که در صفحه آخر مجموعه اشعاری به نام رباعیات عمر خیام یافت شده است. مفاهیم این اشعار این است که انسان باید به بهترین شکل و آزاده زندگی کند و ترسی از این که کی زندگی اش پایان می‌یابد نداشته باشد. پشت کاغذ سفید بود، پلیس جستجویی به وسعت استرالیا آغاز کرد تا نسخه‌ای از کتاب با صفحه آخر با پشت سفید همانند آن کاغذ بیابد اما موفق نشد، عکسی از تکه کاغذ به پلیس ایالتی فرستاده شد و سپس برای عموم منتشر شد که منجر شد مردی اطلاع بدهد که نسخه‌ای بسیار نادر از کتاب رباعیات، ویرایش اول، ترجمهٔ «ادوارد فیتزجرالد» ، انتشارات «Whitcombe and Tombs» در نیوزلند، را در صندلی پشتی ماشینش که قفل نبوده و در شب ۳۰ نوامبر ۱۹۴۸ در «جادهٔ جتی» در گلنگ پارک کرده بوده، یافته است. او هیچ چیز از ارتباط کتاب با پرونده نمی‌دانسته تا این که مقاله‌ای را در روزنامه روز قبل خوانده است. به دلیل این که مرد تمایل به ناشناس ماندن داشت، هویت و شغل او توسط پلیس محفوظ ماند. موضوع اشعار پلیس را به نظریه‌هایی سوق داد که نشان می‌دادند او با سم خودکشی کرده است در حالی که مدرک دیگری برای طرفداری از این نظریه نبود. کتاب پیدا شده، فاقد کلمهٔ «تمام شد» در آخرین صفحه‌اش بود که دارای پشتی سفید بود و تست‌های میکروسکوپی نشان می‌دادند که تکه کاغذ، از کاغذی پاره شده از کتاب بوده است. «تمام شد» مشمول آخرین سطر کتاب بود. در پشت کتاب علائم مداد به‌طور ضعیف مشاهده می‌شد که شامل ۵ خط با حروف بزرگ انگلیسی بود و روی خط دوم آن، خط کشیده شده بود که اکنون به دلیل شباهتش با خط چهارم معنا دار فرض می‌شود و احتمالاً به دلیل اشتباه در نوشتن بوده است و احتمالاً رمز هستند:
WRGOABABD
MLIAOI
WTBIMPANETP
MLIABOAIAQC
ITTMTSAMSTGAB

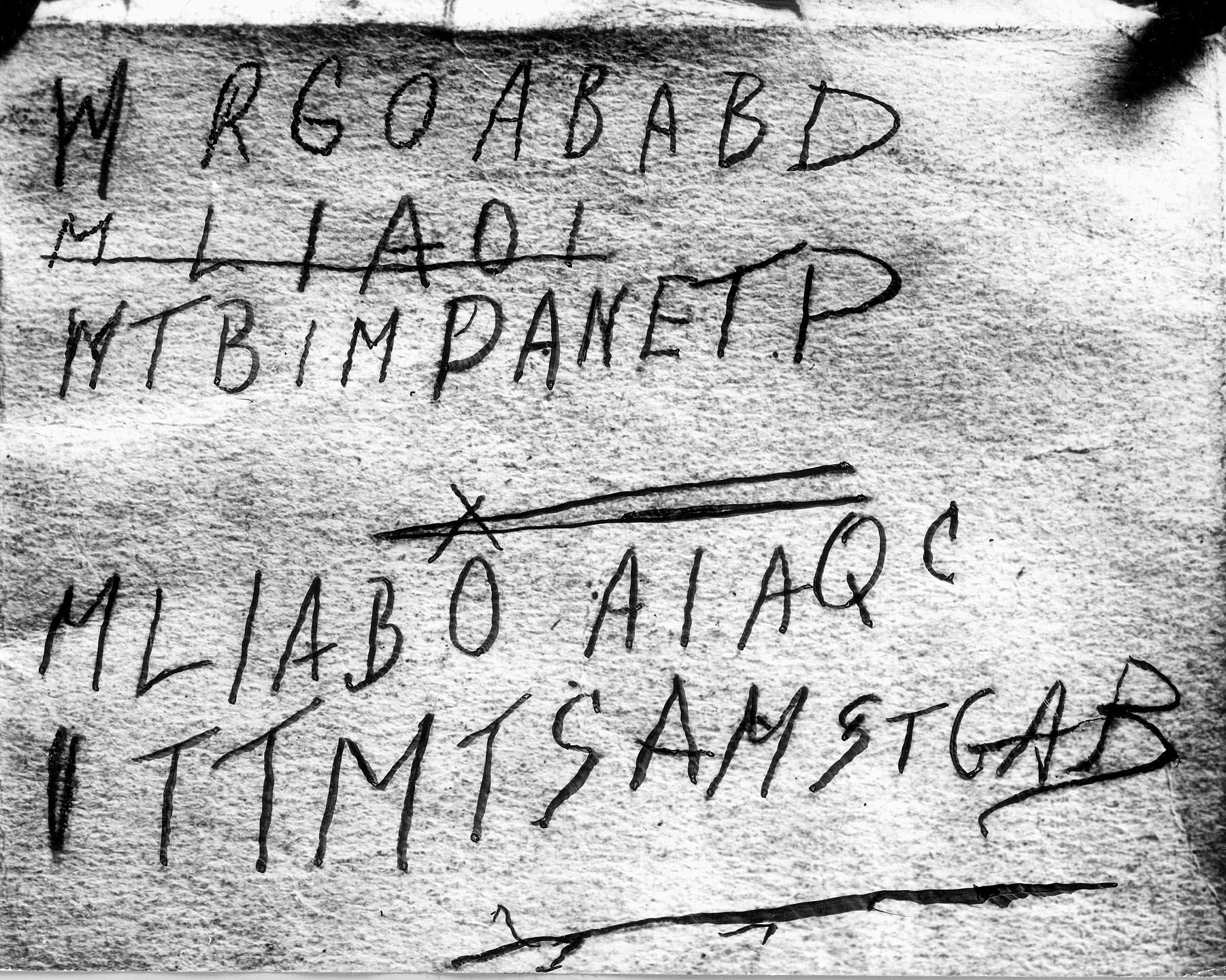
رمز نوشته شده پشت کتاب رباعیات ویرایش نیوزلند.

در کتاب، نامعلوم است که آیا دو خط اول با M شروع می‌شوند یا W، اما به دلیل تفاوت بارز با حرف M که روی ان خط کشیده شده، اکثراً اعتقاد بر این است که W باشند. به نظر می‌رسد که خطی صرف نظر شده یا خط‌کشی شده در زیرش در متن وجود داشته باشد یعنی «MLIAOI». همچنین آخرین حرف این خط شبیه L است، اما بررسی‌ها از فاصله نزدیک نشان می‌دهد که به‌طور واضحی مرد حرف I را نوشته است و تکه اضافی کنار آن متعلق به خطی است که به منظور صرف نظر کردن ا خط‌کشی به کار برده شده. همچنین Lهای دیگر در پایینشان انحنا داردند. یک حرف X هم بالای O در خط چهارم دیده می‌شود که مشخص نیست معنادار است یا نه. در ابتدا تصور می‌شد که حروف متعلق به کلمات زبانی خارجی باشند (قبل این که بفهمند رمز است). متخصصان رمزگشایی در همان زمان فراخوانده شدند تا رمز متن را بشکنند اما ناموفق بودند. وقتی که رمز توسط وزارت دفاع استرالیا در سال ۱۹۷۸ بررسی شد، آن‌ها اطاعات زیر را در مورد رمز دادند:
- نمادهای کافی برای تشخیص الگوی رمز وجود ندارد.
- نمادها نمی‌توانند یک رمز به روش جایگذاری الفبایی باشند یا پاسخی بی‌معنی به یک دیوانه.
- دادن پاسخی رضایت بخش ممکن نیست.

همچنین از جمله چیزهایی که پشت کتاب پیدا شد یک شماره تلفن خصوصی (شماره تلفنی که در کتاب‌های شماره تلفن چاپ نمی‌شوند) بود که به یک پرستار سابق که در خیابان موسلی در گلنگ، حدود ۴۰۰ متری (۱۳۰۰ فوت) شمال مکان پیدا شدن جسد، زندگی می‌کرد، تعلق داشت.
زن می‌گفت که وقتی داشته در طول جنگ جهانی دوم در بیمارستان «Royal North Shore» در سیدنی کار می‌کرده، یک نسخه کتاب رباعیات را داشته است اما در سال ۱۹۴۵ در هتل «Clifton Gardens» در سیدنی آن را به یک ستوان نظامی به نام «Alfred Boxall» داده است که در قسمت انتقال آب ارتش استرالیا خدمت می‌کرده است.
بنا به گزارش رسانه‌ها، آن زن گفته است که بعد از جنگ به ملبورن رفته و ازدواج کرده است.
او بعدها نامه‌ای از بوکسال دریافت کرده اما به او پاسخ داده که اکنون ازدواج کرده است. او افزود در اواخر ۱۹۴۸ یک مرد مرموز از همسایه‌های اطرافش در مورد او سؤال می‌کرده است.
هیچ مدرکی مبنی بر هرگونه ارتباط بوکسال با آن زن پس از سال ۱۹۴۵ که نام پس از ازدواج او را نمی‌دانسته، وجود ندارد.
وقتی کارآگاه گروهبان لین، مجسمه گچی بالاتنه مرد را به زن نشان داد، او نتوانست مرد را شناسایی کند.
طبق گفته لین، او واکنش زن را هنگام دیدن مجسمه را این گونه توصیف می‌کند: «کاملاً شوکه شده، تا جایی که ظاهراً می‌خواست غش کند».
پلیس معتقد بود که جسد همان بوکسال است تا زمانی که آن‌ها بوکسال را زنده، با نسخهٔ کتاب رباعیات، یافتند، آن هم با عبارت کامل و دست نخورده «تمام شد» در صفحه آخرش. بوکسال اکنون در قسمت در دست تعمیر انبار ایستگاه اتوبوس «Randwick» (رندویک) (جایی که قبل از جنگ در آن کار می‌کرد)، کار می‌کرد و از هرگونه ارتباط بین مرد مرده و خودش بی‌اطلاع بود.
بر روی نسخه رباعیاتی که به بوکسال داده شده بود، زن رباعی ۷۰ را نوشته بود:
Indeed, indeed, Repentance oft before
I swore—but was I sober when I swore?
And then and then came Spring, and Rose-in-hand
My thread-bare Penitence a-pieces tore.
ترجمه تحت‌اللفظی:
قطعاً، قطعاً، قبلاً بارها توبه کرده‌ام
اما آیا هنگام توبه هوشیار بودم؟
و بعد، و بعد بهار آمد با گل سرخی در دست
توبه قدیمی من تقدیم چمنزار باد
زن اکنون در گلنگ زندگی می‌کرد اما هر گونه اطلاع از این که چرا مرد در شب مرگش از محله او دیدن کرده را انکار کرد. او همچنین درخواست کرد که به دلیل این که اکنون ازدواج کرده، ترجیح می‌دهد که نامش جایی برده نشود تا از خجالت زیاد و ارتباط داده شدن به مرد مرده و بوکسال در امان باشد.
پلیس موافقت کرد و تحقیقات بعدی را بدون وجود بهترین سرنخ پرونده رها کرد.
در یک برنامه تلویزیونی در مورد پرونده، در قسمتی که بوکسال مورد مصاحبه قرار گرفت، نام آن زن در صداگذاری، «Jestyn» یاد شد که گویا آن را از امضای «Jestyn» که در ادامه شعر بر روی کتاب نوشته شده بود، برگرفته بودند اما وقتی که کتاب را در برنامه نشان می‌دادند امضا نشان داده نشد و رویش را پوشاندند. آن اسم احتمالاً غیررسمی و خودمانی بوده و ظاهراً اسمی بوده که خود را با آن به بوکسال معرفی کرده.
در مصاحبه ۲۰۰۲ بوکسال، «Paul Lawson»، کسی که مجسمه نیم تنه را ساخته بود از زن به اسم «خانم تامپسون» یاد می‌کند.
کارآگاه بازنشسته «Gerald Feltus» که با پرونده‌ای سرد سر و کار داشته (پرونده‌ای که به‌طور کامل حل نشده و موضوع تحقیقات جاری نیست اما برای به دست آوردن اطلاعات جدید و … مورد بررسی مجدد قرار می‌گیرد) در سال ۲۰۰۲ با جستین کرد و او را یا «گریزان» یا «بی علاقه به صحبت دربارهٔ موضوع» می‌یابد. آن زن همچنین گفت که خانواده‌اش از ارتباط او با پرونده چیزی نمی‌دانند و کارآگاه موافقت کرد که هویت او یا هر چیزی که منجر به فهمیدن آن شود را فاش نکند. کارآگاه فلتوس معتقد بود که جستین هویت مرد سامرتنی را می‌دانسته. جستین به پلیس گفته بود که ازدواج کرده است اما آن‌ها نامش را در پرونده‌های پلیس ثبت نکرده‌اند و مدرکی مبنی بر این که پلس در آن زمان می‌دانسته او در حقیقت ازدواج نکرده، وجود ندارد.
جستجوگرانی که در حال کندوکاو مجدد پرونده بودند سعی کردند جستین را پیدا کند اما فهمیدند که او در سال ۲۰۰۷ مرده است. نام واقعی او به دلیل وجود احتمال این که اسمش کلید شکستن رمز باشد، مهم تلقی می‌شد. بعدها از طرف خانواده همسر زن به فلتوس اجازه داده شد که اسم زن را در کتاب سال ۲۰۱۰ که در مورد پرونده نوشته بود ببرد.

## تحقیقات متاخر

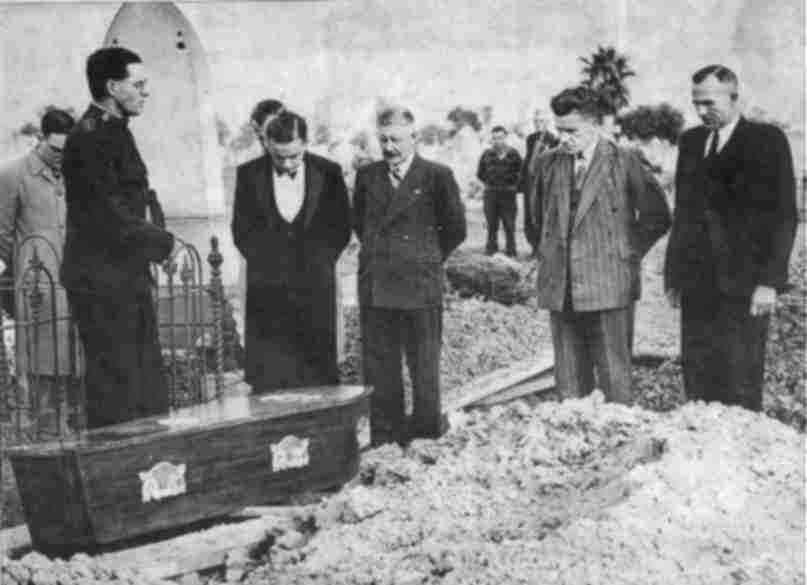
از راست به چپ: ناشناس، «Captain Em Webb» و «Bob Whitingto» و «Laurie Elliot» و ناشناس و «S. C. Brice» و گروهبان پلیس «Scan Sutherland» و «Claude Trevelion".

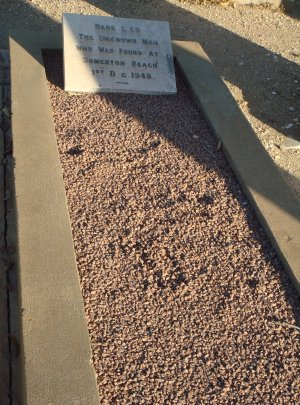
یک قبر ساده برای مرد سامرتنی، در این قبر چندین بار تدفین صورت گرفته (به خاطر تمام شدن پولی که باید پرداخته می‌شد) و آخرین آن‌ها مرد سامرتنی بوده است.

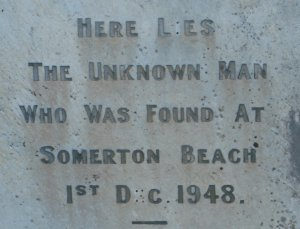
سنگ قبر مرد سامرتنی.

در نتیجه موشکافی اول، یک مجسمه گچی از سر و شانه‌های مرد ساخته شد و سپس پیکرش در قبرستان «West Terrace» دفن شد. «Salvation Army» (تشکیلات مسیحیان که هدفش تبلیغ دینی و کمک به فقرا است) و انجمن دلالان شرط‌بندی میدان اسب دوانی استرالیای جنوبی برای جلوگیری از دفن بی نوایانه مرد، این خدمت را ارائه و تأمین مالی کردند.
سال‌ها بعد از تدفین مرد، گل‌ها شروع کردند به ظاهر شدن روی قبر. پلیس از یک زن که در حال خروج از قبرستان دیده شده بود پرس و جو کرد اما اظهار داشت چیزی در مورد مرد نمی‌داند. در همان زمان، پذیرشگر هتل «Strathmore» که مکانش رو به روی ایستگاه قطار آدلاید است، اعلام کرد که مردی غریبه و عجیب در اتاق شماره ۲۱، در حوالی زمان مرگ اقامت داشته است و در ۳۰ نوامبر ۱۹۴۸ تسویه حساب و هتل را ترک کرده است. او به یاد آورد که نظافتچی‌ها یک کیف سیاه پزشکی و یک سرنگ مخصوص تزریق زیر پوست را در اتاق پیدا کرده‌اند.
در ۲۲ نوامبر ۱۹۵۹ گزارش رسید که شخصی به نام «E.B. Collins» زندانی زندان «Wanganui» نیوزلند، ادعا می‌کند هویت مرد مرده را می‌شناسد.
تلاش‌های ناموفق بسیاری در طول ۶۰ سالی که از زمان کشف رمز پشت کتاب می‌گذرد به وسیله ارتش، جاسوسی دریایی، ریاضیدانان، منجمان و رمزگشاهای آماتور انجام شده است. در حالی که هیچ جوابی برای رمز صحیح و درست پذیرفته نشد، فرضیه‌ای راهگشا این بود که رمزها نمایانگر حروف اول کلماتی هستند. در سال ۲۰۰۴، کارآگاه بازنشسته، جرالد فلتوس، در مقاله روزنامه «Sunday Mail» حدس زد که خط پایانی یعنی «ITTMTSAMSTGAB» می‌تواند سرواژه کلمات جمله «It's Time To Move To South Australia Moseley Street...» (وقتش است که به خیابان موسلی استرالیای جنوبی تغییر مکان بدهیم …) باشد. (پرستار سابق در خیابان موسلی که جاده اصلی از گلنگ است، زندگی می‌کرد).
شبکه‌ای. بی. سی «Australian Broadcasting Corporation» در سری مستندهای «Inside Story» (شرح داخلی (نهان))، در سال ۱۹۷۸، برنامه‌ای در مورد پروندهٔ «تمام شد» با عنوان «معمای ساحل سامرتن» ساخت که در آن گزارشگر «Stuart Littlemore» پرونده را مورد کندوکاو قرار می‌داد و شامل مصاحبه با بوکسال، که نمی‌توانست اطلاعات جدیدی به پرونده اضافه کند، و همچنین «Paul Lawson» که مجسمه گچی را ساخته بود و کسی که از جواب دادن به سؤالی دربارهٔ این‌که آیا کسی مرد را به‌طور موفقیت‌آمیز شناسایی کرده است، خودداری کرد، می‌شد.
در ۱۹۹۴ «John Harber Phillips»، قاضی اعظم ویکتوریا و رئیس انجمن پزشکی قانونی استرالیا در پرونده برای مشخص کردن علت مرگ تجدید نظر کرد و گفت «ظاهراً کمی شک در مورد این که (سم به کار رفته) دیجیتالیس بوده، وجود دارد» او اظهار خود را با اشاره به این که اعضای بدن، ورم کرده بودند، که با علائم دیجیتالیس سازگار است و فقدان مدرکی دال بر بیماری طبیعی و «غیاب هرگونه چیزی که با چشم غیرمسلح دیده شده باشد که بتواند عامل مرگ باشد» اعتبار بخشید. سه ماه قبل از مرگ مرد یعنی در ۱۶ اوت ۱۹۴۸، در مورد مصرف بیش از حد دیجیتالیس (اور دوز) که منجر به مرگ «Harry Dexter White.»، دستیار دبیر خزانه داری آمریکا شده بود، گزارش رسیده بود.
او متهم به جاسوسی برای شوروی تحت پروژه ونونا بود.
فرمانده ارشد سابق استرالیای جنوبی، «Len Brown»، که در دهه ۱۹۴۰ روی پرونده کار کرده بود، اظهار کرد که او معتقد است مرد اهل کشوری در بلوک کمونیستی شرق اروپاست که منجر شده پلیس نتواند هویت او را تأیید کند.
پرونده هنوز در «نیروی مسلح مقابله با جرایم بزرگ استرالیای جنوبی» باز است. انجمن تاریخی پلیس جنوب استرالیا، از مجسمه نیم تنه مرد که شامل رشته موهایی از مرد است، نگهداری می‌کند. هرگونه تلاش بعدی برای شناسایی مرد، به دلیل فرمالدهیدی که با آن مومیایی شده و مقدار زیادی از دی ان ای مرد را نابود کرده بود، مختل شد.
مدارک کلیدی دیگر از جمله چمدان قهوه‌ای که در سال ۱۹۸۶ نابود شد، اکنون وجود ندارند.
به علاوه، گواهی شاهدان پرونده سال هاست که از بین مدارک پلیس ناپدید شده است.

## فرضیه «جاسوس»
شایعاتی داشت رواج پیدا می‌کرد از جمله این که بوکسال در طول جنگ، در قسمت جاسوسی ارتش بوده، علاوه بر این گمان که گفته می‌شد مرد مرده یک جاسوس روسی بوده که به وسیله دشمنان ناشناخته مسموم شده. در یک مصاحبه تلویزیونی در سال ۱۹۷۸ با بوکسال، مصاحبه گر می‌پرسد: «آقای بوکسال، شما قبل از این که این زن جوان (جستین) را ملاقات کنید، در یگان جاسوسی کار می‌کردید، مگر نه؟ شما اصلاً با او در این مورد حرف زدید؟» در پاسخ او گفت: «خیر» و وقتی پرسیده شد که آیا ممکن بوده آن زن بداند، بوکسال پاسخ بود: «نه، مگر این که کسی دیگر به او گفته باشد». وقتی مصاحبه گر رفت سراغ ایده وجود ارتباط جاسوسی، بوکسال پس از مکثی گفت: «این کاملاً یک فرضیه ملودرام مانند است، مگر نه؟»
این حقیقت که مرد در آدلاید، نزدیک‌ترین شهر بزرگ به «Woomera» که یک پایگاه فوق سری پرتاب موشک و مقر جمع‌آوری اطلاعات جاسوسی، مرده است، این فرض را تقویت می‌کرد. همچنین به یاد آورده می‌شود که یکی از مکان‌های احتمالی که شاید مرد از آن جا به آدلاید آمده است پورت آگوستا، یک شهر نسبتاً نزدیک به وومرا، است. علاوه بر آن در آوریل سال ۱۹۴۷ سازمان S.I.S ارتش آمریکا به عنوان جزئی از «پروژه ونونا» (یک همکاری بلند مدت محرمانه بین سازمان‌های جاسوسی ایالات متحده آمریکا و بریتانیا برای تحلیل پیام‌های محرمانه اتحاد جماهیر شوروی در طول جنگ جهانی دوم بود. برای این پروژه حداقل ۱۳ لغت کلیدی وجود داشت که توسط آمریکا و بریتانیا استفاده می‌شد، که ونونا آخرین آن‌ها بود. این لغات کلیدی دارای هیچ معنایی نبودند. از این پروژه تا سال ۱۹۹۵ توسط هیچ‌یک از دولت‌ها اطلاعاتی افشا نشد) دریافت که موضوعی فوق سری از وزارت امور خارجه استرالیا به سفارت شوروی در کانبرا درز کرده.
در واکنش، دولت استرالیا اعلام کرد که تمایل دارد سازمان جاسوسی ملی تأسیس کند (که این‌طور شد و سازمان ASIO نام گرفت)

## تحقیقات ابوت
در مارس ۲۰۰۹ تیمی از دانشگاه آدلاید به سرپرستی درک آبوت تلاش کردند تا پرونده تا از طریق شکستن رمز و مطرح کردن پیشنهاد نبش قبر، برای آزمایش دی‌ان‌ای، حل کنند. تحقیقات آبوت منجر به سؤال در مورد فرضیاتی شد که پلیس در مورد پرونده نگاشته بود. پلیس معتقد بود که وجود سیگارهای برند «Kensitas» در جعبه سیگار برند «Army Club» به دلیل کار رایجی بود که در آن زمان (که استرالیا در حال جنگ بود و سهمیه بندی وجود داشت) انجام می‌شد یعنی خریدن سیگارهای ارزان و قرار دادن آن‌ها در جعبه یک برند گران‌تر. هر چند که تحقیقات روزنامه‌ها در آن روز نشان داد که برند کنسیتاس، گران‌تر بوده، که احتمالی را (که هیچ وقت مورد بررسی قرار نگرفت) می‌گشاید: این که منبع سم ممکن است سیگارهایی بوده باشد که برای استفاده قربانی، بدون اطلاع او، جایگذاری شده‌اند. آبوت همچنین رد «نخ‌های کتان برند Barbour» را دنبال کرد نوع بسته‌بندی آن را یافت که می‌توانست سرنخی دربارهٔ کشوری که ار آن جا خریده شده به دست دهد.
رمزگشایی دوباره از نو (بدون استفاده از اطلاعات قبلی) آغاز و مشخص شد که آن فراوانی حروف به‌طور قابل ملاحظه‌ای با حروفی که به‌طور تصادفی نوشته شده است، فرق دارد. فراوانی حروف باید مورد آزمایش بیشتری قرار می‌گرفت تا مشخص کند درجه الکل مصرفی نویسنده می‌توانسته باعث تغییر توزیع تصادفی حروف شود یا نه. فرمت نوشتاری رمز به ظاهر همان فرمت «quatrain» (رباعی) کتاب رباعیات بوده که فرضیه به رمز درآورده شدن متن از طریق «الگوریتم رمزنگاری پد یک بار مصرف» {از آنجایی که در این سیستم رمزگذاری از هر کلید یک بار استفاده می‌شود، به آن پد یک‌بار مصرف (به انگلیسی: One-time pad) گفته می‌شود. در این سیستم یک رشته بلند و تصادفی برای رمزگذاری پیام با یک عملگر یای انحصاری ساده مورد استفاده قرار می‌گیرد. جریان کلید برای پد یک‌بار مصرف باید واقعاً یک جریان تصادفی باشد.} را پشتیبانی می‌کند. به این منظور نسخه‌هایی از رباعیات (همچنین تورات تلمود و انجیل) با کامپیوترها با رمز مقایسه می‌شوند تا یک پایه و اساس آماری برای فراوانی حروف رمز به دست آید و کوتاه بودن رمز ممکن است منجر به لزوم استفاده از ویرایش دقیق کتاب استفاده شده شود. به دلیل گم شدن نسخه اصلی کتاب در دهه ۱۹۶۰، جستجوی محققان برای یافتن همان نسخهٔ فیتزجرالد، ناموفق بود.
تحقیقات نشان داد که گزارش کالبدشکافی سال ۱۹۴۸–۱۹۴۹ مرد سامرتنی اکنون گم شده‌اند و مجموعه داری (یادداشت‌های دکتر) کللند یعنی کتابخانه «Barr Smith» می‌گوید هیچ چیزی در مورد پرونده ندارد.
«Maciej Henneberg»، پروفسور آناتومی (کالبدشناسی) از دانشگاه آدلاید، عکس گوش‌های مرد سامرتنی را مورد بررسی قرار داد و فهمید که «cymba» آن (گودی بالایی داخل گوش) از «cavum» (گودی پایینی داخل گوش) بزرگتر است، ویژگی که فقط ۲–۱ درصد جمعیت سفیدپوستان دارند.
رسانه‌ها گمان می‌زدند که پسر جستین که در ۱۹۴۸، شانزده‌ماهه و در ۲۰۰۹ مرده بود، ممکن است فرزند نامشروع جستین یا مردی مرموز یعنی آلفرد بوکسال یا شاید مرد سامرتنی و به اشتباه فرزندی از شوهرش تلقی شده است. تست دی ان ای می‌توانست این فرض را تأیید یا رد کند.
در برنامه کاری اخیر مبنی بر تلاش‌های گروه، کارآگاه بازنشسته جرالد فلتوس، که سال‌ها روی پرونده کار کرده بود، تصدیق کرد که نام زن مرموز را می‌شناسد اما برای حفاظت از حریم خصوصی او، از گفتن آن خودداری کرد هر چند که او اشاره کرد، سلسله اطلاعاتی (که در دسترس عموم باشند) وجود دارند که می‌توانند منجر به شناسایی زن شوند.
آبوت معتقد بود که نبش قبر و آزمایش دی ان ای کروموزوم غیرجنسی، همراه با سرنخ‌هایی موجود در مورد هویت مرد سامرتنی، می‌تواند او را در لیستی کوتاه از اسامی خانوادگی قرار دهد و «آخرین قطعه پازل» باشد.
در سال ۲۰۱۱، دادستان «John Rau»، اجازه نبش قبر را نداد و گفت: «لازم است که دلایلی چون علاقه عمومی در پس کنجکاوی عموم و علاقه گسترده علمی وجود داشته است .»
فلتوس می‌گوید هنوز تماس‌هایی از مردم اروپا که معتقدند مرد، خویشاوند گمشدهٔ آنان است دریافت می‌کند اما عقیده نداشت که نبش قبر و یافتن گروه خانوادگی او بتواند پاسخی برای آن افراد خویشاوند در پی داشته باشد، او افزود «در آن دوران بسیاری از مجرمان جنگی نامشان را عوض کردند و به کشورهای دیگری مهاجرت کرده‌اند.»
بنا به نوشته یک روزنامه‌نگار در سال ۱۹۴۹، با اشاره ضمنی به خطی از کتاب رباعیات گفت: «به نظر می‌رسد وقتی مرد سامرتنی از خالی بودن جام، اطمینان حاصل کرده، دیگر نیازی به فکر کردن در مورد (چند و چون ماجرا) نداشته.»

## وقایع‌نگاری پرونده
- آوریل ۱۹۰۶: آلفرد بوکسال در لندن به دنیا آمد.
- اکتبر ۱۹۱۲: «Prestige Johnson» همسر آیندهٔ جستین در کویینزلند مرکزی به دنیا آمد.
- سال ۱۹۲۱: «Teresa Powell» یا همان جستین در «Marrickville, New South Wales» به دنیا آمد.
- ژوئن ۱۹۴۴: دختر آلفرد بوکسال به نام «Lesley» به دنیا آمد.

۳* ژوئن ۱۹۴۵: جسد جوزف سائول هاییم که بر اثر سم مرده بود در پارک آشتون، موسمن، سیدنی پیدا شد. نسخه‌ای از کتاب رباعیات در حالی که باز بود کنار او یافت شد. این مکان کنار «Clifton Gardens» است، جایی که جستین و بوکسال دو ماه بعد ملاقات داشتند.
- اوت ۱۹۴۵: جستین یک نسخهٔ حکاکی شده از رباعیات را به بوکسال، در پیرامون نوشیدنشان در «Clifton Gardens Hotel» در سیدنی، می‌دهد که قبل از فرستاده شدن بوکسال به مأموریت خارجی بود.

۱۹۴۶*: جستین باردار است و به «Mentone, Victoria» برای اقامت کوتاه مدت کنار والدینش نقل مکان می‌کند.
- اوایل ۱۹۴۷: جستین به حوالی آدلاید می‌رود و اسمش را به نام خانوادگی همسر آینده‌اش تغییر می‌دهد.
- ژوئیه ۱۹۴۷: پسر جستین به نام «Leslie» به دنیا می‌آید.

۳۰* نوامبر ۱۹۴۸ ساعت ۸:۳۰ الی ۱۰:۵۰ صبح: مرد سامرتنی با قطار به آدلاید می‌آید، او یک بلیت به مقصد ساحل هنلی برای ساعت ۱۰:۵۰ صبح می‌خرد اما از آن استفاده نمی‌کند. این بلیت‌ها توسط آن فرد مخصوص فروشندهٔ بلیت‌های ساحل هنلی، فقط در سه مورد بین ۶:۱۵ صبح و ۲ بعد از ظهر صادر شده‌اند.
- بین ۱۱ صبح و ۱۲ ظهر: یک چمدان قهوه‌ای به اتاق نگهداری وسایل مسافران قطار راه می‌یابد.
- بعد از ۱۱:۱۵ صبح: او یک بلیت اتوبوس از نوع 7d که ساعت ۱۱:۱۵ صبح از جنوب نورث تراس (رو به روی هتل «Strathmore») رو به روی ایستگاه قطار می‌خرد که ساعت ۱۱:۱۵ صبح حرکت می‌کند. او ممکن است بعداً در جایی دیگر از شهر سوار شده باشد چرا که بلیت او که ششمی از ۹ تایی است که بین ایستگاه قطار و سوث تراس فروخته شده هرچند که او تنها ۱۵ دقیقه از زودترین زمانی که چمدان خود را می‌توانسته ثبت کند و (اتاق چمدان‌ها حدود ۶۰ متری ایستگاه اتوبوس است) وقت داشته. معلوم نیست او در کدام ایستگاه پیاده شده است. مسیر حرکت اتوبوس در سامرتن ساعت ۱۱:۴۴ صبح پایان یافته. هرچند که تحقیقات نشان می‌دهند او «باید» در گلنگ که فاصله کمی با هتل سنت لئونارد داشته پیاده شده باشد. این ایستگاه کمتر از ۱ کیلومتر (۳۳۰۰ فوت) از شمال خیابان موسلی یعنی آدرس جستین فاصله دارد که خود آدرس نیز در ۴۰۰ متری محل پیدا شدن جسد است.

۷* الی ۸ شب: مشاهدات چند شاهد.
۱۰* الی ۱۱ شب: زمان تخمینی خوردن «pasty» بر اساس زمان مرگ
۱* دسامبر، ساعت ۲ بامداد: زمان مرگ با یک بررسی سریع با روش «جمود نعشی یا مرگاخُشکی یا ریگورمورتیس» در حالی که آمبولانس در حال رسیدن است، تخمین زده می‌شود. به دلیل این که فرض شده بود خودکشی است تلاشی در جهت تخمین دقیق زمان مرگ انجام نگرفت و زمان تخمین یعنی ۲ بامداد به علت استفاده از سم احتمالاً خطا دارد.
۶:۳۰* صبح: جسد توسط «John Lyons» و دو مرد اسب سوار پیدا شد.
۱۴* ژانویه ۱۹۴۹: ایستگاه قطار آدلاید چمدان قهوه‌ای که مال مرد بود را می‌یابد.
۶* ژوئن: جسد کلایو مانگنوسون در ۲۰ کیلومتری سامرتن توسط «Neil McRae» پیدا می‌شود.
۶* الی ۱۴ ژوئن: تکه کاغذی که روی آن عبارت «تمام شد» حک شده، در جیب مخفی شلوار پیدا می‌شود.
۱۷* و ۲۱ ژوئن: موشکافی پزشک قانونی
۲۲* ژوئیه: مردی نسخه‌ای از کتاب رباعیات را که در ۳۰ نوامبر یافته بود و در آن رمزی بود را تحویل داد. پلیس بعداً کاغذ را با کتاب تطبیق داد.
۲۶* ژوئیه: شماره تلفن خصوصی مربوط به جستین در گلنگ بود. مجسمه گچی توسط «Paul Lawson» به جستین نشان داده شد و او نتوانست تأیید یا رد کند که آن آلفرد بوکسال است یا نه. در دفتر خاطرات «Paul Lawson» مربوط به آن روز اسم «خانم تامپسون» به کار برده می‌شود و اظهار می‌کند چهره‌ای دلنشین و مقبول (با توجه به زیبایی اش) داشته که اجازه تخصیص احتمال رابطه داشتن با مرد سامرتنی را به ما می‌دهد. او در ۱۹۴۸، ۲۷ ساله بوده. در مصاحبهٔ بعدی لاوسون رفتار او را در آن روز بسیار عجیب تلقی می‌کند به شکلی که ظاهراً در شرف غش کردن بوده. در روز بعد کارآگاهان سیدنی با آلفرد بوکسال گفتگو می‌کنند. جستین درخواست حفاظت از نامش را می‌کند چرا که نمی‌خواسته شوهرش بداند او آلفرد بوکسال را می‌شناخته همچنین او در آن زمان ازدواج نکرده بود و اسمش «Teresa Powell» بود اما به پلیس اسم «Teresa Johnson» را داد در حالی که اسم واقعی اش تا سال ۲۰۰۲ کشف نشده بود.
- اوایل سال ۱۹۵۰: «Prestige Johnson» از زن قبلی اش طلاق می‌گیرد.
- ماه مه ۱۹۵۰: جستین با «Prestige Johnson» ازدواج می‌کند.
- دهه ۱۹۵۰: کتاب رباعیات گم می‌شود.

۱۴* مارس ۱۹۵۸: موشکافی پزشک قانونی ادامه می‌یابد. از جستین و آلفرد بوکسال خبر تازه‌ای نیست، اطلاعات جدیدی به دست نمی‌آید و موشکافی تا تاریخی نامعین به تعویق می‌افتد.
- سال ۱۹۸۶: چمدان قهوه‌ای مرد سامرتنی و وسایلش با دلیلی به عنوان «دیگر مورد نیاز نیستند»، نابود می‌شوند.
- سال ۱۹۹۴: قاضی اعظم ویکتوریا «John Harber Phillips» مدارک را بررسی می‌کند و نتیجه می‌گیرد که سم به کار رفته «digitalis» بوده.
- سال ۱۹۹۵: شوهر جستین، «Prestige»، می‌میرد.

۱۷ اوت ۱۹۹۵: آلفرد بوکسال می‌میرد.
- ماه مه ۲۰۰۷: جستین می‌میرد.
- مارس ۲۰۰۹: پسر جستین می‌میرد.

## پرونده‌های مرتبط محتمل

### پروندهٔ مانگنوسون
در ۶ ژوئن ۱۹۴۹ جسد پسری دو ساله به نام «کلا یو مانگنوسون» در تپه‌های شنی خلیج «لارگز» حدود ۲۰ کیلومتر (۱۲ مایل) پایین‌تر از ساحل سامرتن پیدا شد و در کنارش پدر بیهوشش «کیث ویلدمر مانگونسون» روی زمین به حالت خوابیده بود. پدر در وضعیتی وخیم در حالی که از سوختگی رنج می‌برد به بیمارستان منتقل و طبق یک آزمایش پزشکی، به بیمارستان روانی منتقل شد.
مانگنوسون برای ۴ روز گم شده بود، پلیس معتقد بود کلایو ۲۴ ساعت قبل از زمانی که جسد پیدا شده مرده بود. آن دو نفر توسط «نیل مک ری» از اهالی خلیج لارجز پیدا شدند که ادعایی (مضحک) مبنی بر این که مکان آن دو نفر را شب قبل در خواب دیده، می‌کند.
پزشک قانونی نتوانست دلیل مرگ مانگنوسون جوان را بیابد همچنین عقیده بر این بود که علت مرگ طبیعی نیست. محتویات معدهٔ او برای یک تجزیه گر دولتی برای ازمایش‌های بعدی فرستاده شد.
در پی مرگ، مادر پسر، روما مانگنوسون، گفت که به وسیلهٔ یک مرد ماسک دار تهدید شده که هنگام رانندگی با یک ماشین کرم رنگ ناسالم او را تا آخرین نفس تا پشت خانه‌اش در خیابان «Cheapside» در لارجز شمالی تعقیب کرده است او گفت که «ماشین ایستاد و مرد با یک دستمال گردن خاکی رنگ که روی صورتش بود به او گفته به پلیس یا کس دیگری نزدیک نشود». همچنین مردی با ظاهر مشابه در کمین در اطراف خانه دیده شده است. خانم مانگنوسون معتقد است این وضعیت به دلیل تلاش شوهرش برای به یادآوری هویت مرد سامرتنی بوده است که معتقد بوده او کارل تامپسن بوده که با او در سال ۱۹۳۹ در «Renmark» کار می‌کرده است.
«جی.ام. گاور» منشی انجمن ترقی لارجز شمالی تلفن‌هایی دریافت کرد که تهدید می‌کردند اگر «A. H. Curtis» شهردار فعال پورت آدلاید، در مسائل مانگنوسون فضولی کند و سه تلفن ناشناس تهدیدآمیز که می‌گویند «یک تصادف» دریافت کند و او آن‌ها را ارجاع ندهد، خانم مانگنوسون با تصادف رو به رو خواهد شد.
پلیس ظنین بود که تماس‌ها ممکن است شوخی بوده باشند و تماس گیرنده ممکن است همان شخصی باشد که یک زن را که اخیراً همسرش را در واقعه‌ای غم‌انگیز از دست داده، در همان حوالی ترور کرده است.
کمی بد هنگامی که پلیس شروع به مصاحبه با وی در پی آزار و اذیت او کرد، خانم مانگنوسون غش کرد و نیازمند مراقبت‌های پزشکی شد.

### پروندهٔ مارشال (Marshall case)
در ژوئن ۱۹۴۵، سه سال قبل از مرگ مرد سامرتنی، یک مرد ۳۴ ساله سنگاپوری به نام جوزف (جورج) سائول‌هایم مارشال، جسدش در پارک «Ashton» در «Mosman» سیدنی، همراه یک نسخه کتاب رباعیات عمر خیام روی قفسه سینه‌اش پیدا شد. اعتقاد بر این است که علت مرگ او خودکشی با سم بوده است. نسخه‌ای از کتاب که مارشال داشت، ویرایش هفتم، چاپ انتشارات «Methuen» لندن بود.
در سال ۲۰۱۰ تحقیقات نشان داد که «Methuen» تنها ۵ ویرایش کتاب را چاپ کرده است.
این تناقض هیچ‌گاه توضیح داده نشد و به ناتوانی در یافتن نسخه‌ای از ویرایش «Whitcombe and Tombs» ارتباط داده شد.
جستین ۲ ماه بعد از مرگ مارشال در «Clifton Gardens» به آلفرد بوکسال نسخه‌ای از کتاب رباعیات را داده بود. «Clifton Gardens» مجاور پارک «Ashton» است. جوزف مارشال برادر وکیل مدافع معروف و وزیر ارشد (از گردانندگان اصلی دولت به هنگام مستعمره بودن کشور) سنگاپور، دیوید سائول مارشال، بوده است. یک جلسه بازجویی از جوزف مارشال در ۱۵ اوت ۱۹۴۵ برگزار شده بود.
«Gwenneth Dorothy Graham» شاهد آن جلسه بود و ۱۳ روز بعد، به صورت، عریان، با مچ دست شکاف خورده، در حمام پیدا شد.

## واکنش رسانه‌ها

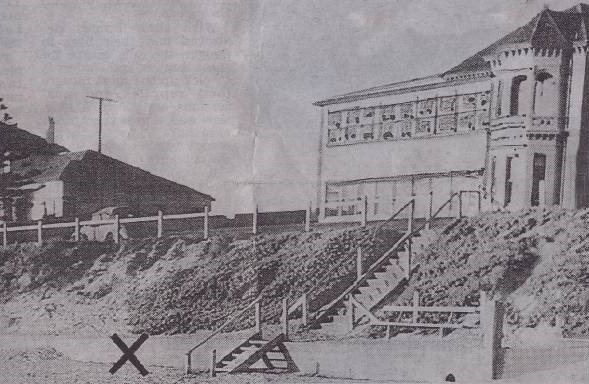
عکس جایی که جسد پیدا شده با ضربدر مشخص شده.

دو روزنامهٔ شهر آدلاید، یعنی «The Advertiser» و «The News» اخبار مرگ را به شیوه‌های مختلفی پوشش دادند. ادورتایزر در صفحه اعلام اخبار مهم صبح، به پرونده در قالب مقاله‌ای کوتاه در صفحه سوم چاپ ۲ دسامبر ۱۹۴۸، اشاره کرد که به اسم «جسد یافت شده در ساحل» عنوان‌گذاری شده بود.
«یک جسد، که احتمال می‌رود متعلق به «ئی.سی. جانسون» باشد، ۴۵ ساله، از خیابان آرتور در پاونهام، صبح دیروز در ساحل سامرتن رو به روی «Crippled Children's Home» پیدا شده. تحقیقات توسط آقای «جی. لیونز» از «ویت رد» و کارآگاه سامرتنی «اچ. استرینگ وی» و افسر «جی. ماس» در حال پیگیری است.»
روزنامه «The News» داستان این مرد را در صفحه اول خود منتشر کرد و اطلاعات بیشتری در مورد مرد مرده ارائه داد.

## در فرهنگ عامه
استیفن کینگ به شدت به این پرونده در کتاب خود با نام «کودک کلرادویی (اهل کولورادو)» اشاره می‌کند، که الهام بخش مجموعه تلویزیونی «Haven» نیز بوده است.

### Taman Shud case
- Ruth Balint, "The Somerton Man: An unsolved history," بایگانی‌شده  در ۱۸ ژوئیه ۲۰۱۱ توسط Wayback Machine Cultural Studies Review, Vol. 16, no. 2, pp. ۱۵۹–۷۸، ۲۰۱۰.
- Ruth Balint, "Der Somerton Man: Eine dokumentarische Fiktion in drei Dimensionen," Book Chapter in Goofy History: Fehler machen Geschichte, (Ed. Butis Butis) Böhlau Verlag, pp. 264–279, 2009, ISBN 978-3-412-20426-6
- Coroner's Inquest, 1949: Thomas Erskine Cleland, Inquest into the Death of a Body Located at Somerton on 1.12.48, South Australian State Archives, GX/0A/0000/1016/0B, 17 and 21 June 1949.
- Coroner's Inquest, 1958: Thomas Erskine Cleland, Inquest into the Death of a Body Located at Somerton on 1.12.48, South Australian State Archives, GX/0D/0000/0649/0E, 14 March 1958.
- خیام، The Rubaiyat of Omar Khayyam: First and Fifth Editions, translated by Edward FitzGerald Courier Dover Publications, 1990, ISBN 0-486-26467-X.
- Michael Newton, The Encyclopedia of Unsolved Crimes, Infobase Publishing, 2009, ISBN 0-8160-7818-1.
- Gerald Michael Feltus, The Unknown Man, Klemzig, South Australia, 2010, ISBN 978-0-646-54476-2.
- John Harber Phillips, "Phillips' brief," Criminal Law Journal, Vol. 18, pp. ۱۰۸–۱۱۰، ۱۹۹۴.
- John Pinkney, Great Australian Mysteries: Unsolved, Unexplained, Unknown, Five Mile Press, Rowville, Victoria, 2003. ISBN 1-74124-024-7.

### Royal North Shore Hospital
- Geoffrey Sherington, Royal North Shore Hospital, 1888–1988: A Century of Caring, Horwitz Grahame, Sydney, 1988, ISBN 0-7255-2104-X.
- Margaret Rice, The Close of an Era: A History of Nursing at the Royal North Shore Hospital, 1887–1987, St. Leonard's, N.S.W: Royal North Shore Hospital Graduate Nurses Association, 1988, ISBN 0-9593811-4-7.
- Roger Vanderfield, Royal North Shore Hospital: Service in War and Peace, University of Sydney, Sydney, 2001.

### Life of Alf Boxall
- Robyn Coghlan, Connections From London to the Antipodes: The Family of John Boxall and Sarah Hugkulstone, Acme Publishing Co. , Hawker, ACT, 2008, ISBN 978-0-646-50443-8.
- Daniel Connell, The War at Home: Australia 1939–1949, Australian Broadcasting Corporation, Crow's Nest, NSW, 1988, ISBN 0-642-53054-8.
- Richard Walker, Curtin's Cowboys: Australia's Secret Bush Commandos, Allen & Unwin, Sydney, 1986, ISBN 0-86861-765-2.